# Oud-Griekse kunst
De oud-Griekse kunst, dit is de kunst van het oude Griekenland, had en heeft een grote invloed op de cultuur van vele landen van oude tijden tot het heden, in het bijzonder op het gebied van beeldhouwwerk en architectuur. In het Westen werd de kunst van het Romeinse Rijk grotendeels afgeleid uit Griekse modellen. In het Oosten betekenden de veroveringen van Alexander de Grote verscheidene eeuwen van uitwisseling tussen Griekse, Centraal-Aziatische en Indische culturen, die in greco-boeddhistische kunst resulteerde, met vertakkingen zover als Japan. Vanaf de renaissance inspireerde de humanistische esthetiek en het hoge technische niveau van de Griekse kunst generaties van Europese kunstenaars. Tot ver in de 19e eeuw overheerste deze klassieke traditie de kunst van de westerse wereld.

## Stijlen en perioden
De kunst van het oude Griekenland wordt stilistisch gewoonlijk verdeeld in vier perioden: de geometrische, archaïsche, klassieke en hellenistische periode.
De geometrische periode loopt van 1050 v.Chr. tot ongeveer 720 v.Chr. Deze periode wordt onderverdeeld in de protogeometrische (1050-900 v.Chr.) en de Geometrische periode (900-720 v.Chr.). Uit de protogeometrische periode is weinig, bijna onversierd eenvoudig aardewerk bewaard gebleven. De geometrische periode begint met rijker versierd aardewerk in Athene, een stijl die zich over de gehele Griekse wereld verspreidde. De kenmerkende decoratie zijn banden met meanders en andere geometrische motieven, terwijl vanaf ongeveer 775 v.Chr. de menselijke figuur en enkele dieren (voornamelijk paarden) hun intrede doen.
De archaïsche periode loopt van 720 v.Chr. tot 480 v.Chr. Het begin van deze periode wordt gekenmerkt door de overname van Oosterse (Assyrische, Phoenicische, Egyptische) motieven, in het begin in Kreta, later in Korinthe. Van Egypte worden de statische, uit vaste verhoudingen bestaande formules voor beeldhouwwerk overgenomen. Deze lange periode kenmerkt zich door de ontwikkeling van deze modellen naar een eigen, Griekse beeldtaal en conventies en een steeds grotere natuurgetrouwheid.
Het begin van de tweede Perzische Oorlog (480 v.Chr.) wordt gewoonlijk genomen als beginpunt van de klassieke periode. Een verdergaande natuurgetrouwheid, grotere ruimtelijkheid, nadruk op rustige poses in plaats van de beweeglijke composities van de voorgaande periode, vouwen van de kleding die het lichaam of de beweging benadrukken in plaats van een decoratief effect teweeg te brengen zijn de belangrijkste verschillen met de voorgaande periode. Waar in de Archaïsche kunst een lichaamsdeel óf frontaal, óf in zijaanzicht werd weergegeven, kent de Klassieke kunst deze beperkingen niet, waardoor lichaamsdelen zich veel natuurlijker tot elkaar verhouden. In deze periode zien wij ook de suggestie van ruimte in een plat vlak, door figuren op verschillende hoogtes te plaatsen en met het verkort weergeven van lichaamsdelen en zelfs architectuur.
De dood van Alexander de Grote (323 v.Chr.) wordt gezien als de overgang van de klassieke naar de hellenistische periode (tot 27 v.Chr.).

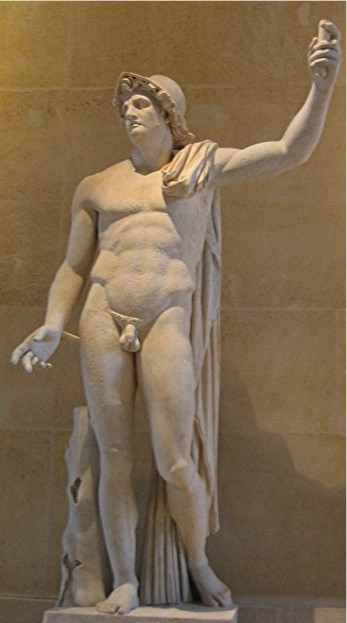
Grieks standbeeld van Alexander de Grote

In werkelijkheid was er niet altijd een scherpe overgang van één periode naar een andere. Verschillende vormen van kunst ontwikkelden zich in verschillende snelheden in verschillende delen van de Griekse wereld en binnen iedere periode werkten sommige kunstenaars vernieuwender dan andere.

## Wat nog bewaard is gebleven

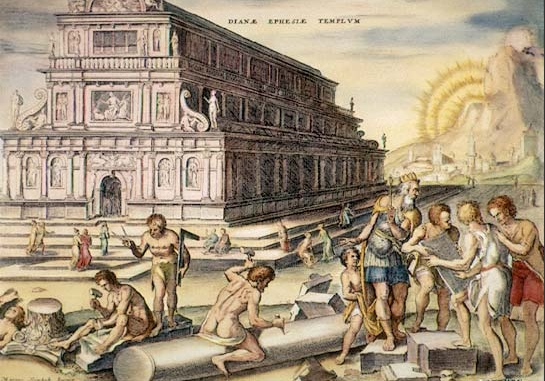
Tempel van Artemis in Efeze, hier afgebeeld door de 16e-eeuwse kunstenaar Maarten van Heemskerck. De tempel, die overigens niet leek op deze renaissanceweergave, is verloren gegaan.

De oud-Griekse kunst vond zijn uitdrukking in de vormen van beeldhouwwerk en architectuur en in kunstnijverheid zoals muntslag, aardewerk en metaalwerk. Van deze vormen is beschilderd aardewerk het beste bewaard gebleven: archeologische musea en opgravingdepots bevatten honderdduizenden Griekse vazen, waarvan sommige van bijzonder hoge kwaliteit. Toch geeft aardewerk maar een vertekend beeld van de monumentale schilderkunst, waar vrijwel niets van bewaard is. Van de beeldhouwkunst zijn enkele originelen in brons en de nodige tempel-, votief- en grafsculptuur in marmer bewaard gebleven; het beeld van de Griekse sculptuur is echter eeuwenlang bepaald geweest door de zeer talrijke Romeinse kopieën van beroemde, maar nu verloren gegane Griekse originelen. Van de architectuur resten ons enkele goed bewaarde tempels en een groot aantal ruïnes, meestal nauwelijks meer dan fundamenten.

### Oud-Griekse schilderkunst

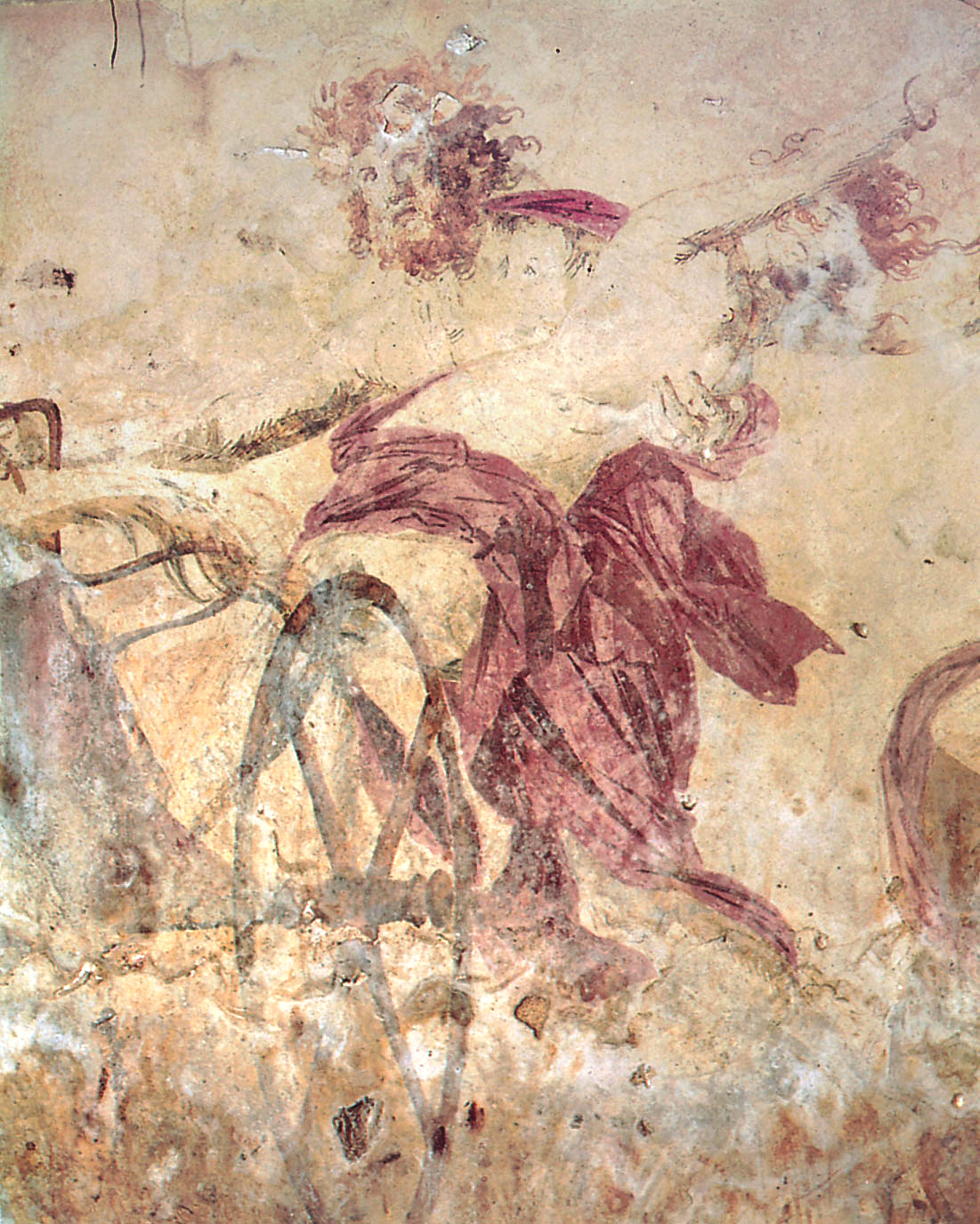
Hades en Persephone op een muurschildering in het Macedonische graf vanin het museum van de Archeologische site van Aigai.

De Grieken, zoals de meeste Europese culturen, beschouwden het schilderen als hoogste vorm van kunst. De bewondering voor de schilder Polygnotus van Thasos, die in het midden van de 5e eeuw v.Chr. werkte, was zeer wel te vergelijken die van latere beroemdheden als Leonardo da Vinci en Rembrandt; zijn werken werden 600 jaar na zijn dood nog bewonderd.
De Griekse schilders werkten op houten panelen, op marmer en op wanden, die snel na de 4e eeuw n.Chr. verloren gingen toen zij niet meer actief beschermd werden. Er zijn slechts enkele Griekse monumentale schilderingen bewaard gebleven, de meest spectaculaire in het graf van koning Philippos II van Macedonië in de Archeologische site van Aigai. Sommige Romeinse mozaïeken zijn gebaseerd op Griekse schilderingen. Van de goed bewaarde vaasschilderkunst benaderen de veelkleurige schilderingen op witte lekythen (Attische vazen) nog het meest de verloren Griekse schilderkunst op paneel en wand.

### Oud-Grieks beschilderd aardewerk
Minder dan 1% van het beschilderde oud-Grieks aardewerk is bewaard gebleven, maar dit is genoeg om een goed beeld te krijgen van de ontwikkeling van deze belangrijke tak van kunstnijverheid. Het traditioneel meest gewaardeerde aardewerk werd gemaakt in Athene, vooral tussen ongeveer 580 en 320 v.Chr. Andere belangrijke centra zijn Korinthe (vooral in de 7e eeuw v.Chr.) en Apulië (late 5e en 4e eeuw v.Chr.). Grieks aardewerk is ook van groot belang voor de datering van opgravingen, omdat wij door de grote hoeveelheid overgeleverd materiaal en goede stilistische analyse beschikken over een betrouwbare chronologie. Hierdoor is de studie van Grieks aardewerk een belangrijke discipline binnen de klassieke archeologie geworden.
Er zijn twee soort vaasschilderingen: zwartfigurige vazen en roodfigurige vazen. Griekse vaasschilders beschikten over vier kleuren om mee te werken. De belangrijkste waren rood, van gebakken klei, en zwart, dat gemaakt werd van vloeibare klei die ijzeroxide bevatte. Twee andere soorten vloeibare klei leverden wit en een donkerder rood op die voor details werden gebruikt. Op zwartfigurige vazen werden de figuren in zwart geschilderd. Delicate lijnen voor bijvoorbeeld spierpartijen werden in het oppervlak gekrast. Rond 530 v.Chr. vonden kunstenaars de roodfigurige stijl uit, waarbij de achtergrond zwart werd geschilderd en de figuren het originele rood van de klei behielden. Details werden aangebracht met een penseel. Daarmee kon een vrijere en vloeiender lijn worden getekend dan bij de zwartfigurige techniek. De rode figuren waren populair omdat ze de huidkleur van Griekse mannen en vrouwen beter benaderden dan de zwarte figuren.

### Oud-Griekse beeldhouwkunst en architectuur
Ook op het gebied van de oud-Griekse beeldhouwkunst en oud-Griekse architectuur, is slechts een fractie van de productie van Griekse kunstenaars bewaard gebleven. Het kostbare brons is veelal omgesmolten; marmer kan worden verbrand tot kalk, en dit is het lot dat vele beelden en tempels te beurt is gevallen. Oorlogen en aardbevingen hebben hun verwoestende werk gedaan; ook zijn stenen en zuilen van gebouwen hergebruikt in middeleeuwse en moderne stadsmuren, kerken en andere gebouwen (zogenaamde spolia). De meeste originele standbeelden die wij nu nog over hebben zijn recente vondsten, soms uit zee. Slechts een handvol tempels, zoals het Parthenon en de Tempel van Hephaistos in Athene, zijn gespaard gebleven. Van de geschilderde polychromie op beelden en architectuur (zoals op reliëfs op de tempels) resteren slechts sporen. Van de vier wereldwonderen die door de Grieken werden gebouwd — het Standbeeld van Zeus in Olympia, de Tempel van Artemis in Efeze, Kolossus van Rodos en Vuurtoren van Alexandrië — is niets bewaard gebleven.
aardewerk · architectuur · beeldhouwkunst · literatuur · muziek · schilderkunst